# Phoeniculus
Phoeniculus là một chi chim trong họ Phoeniculidae.